# Sound (miniserie televisiva)
Sound è una miniserie televisiva italiana fantastica del 1989 andata in onda in due puntate su Rai 2, dove l'attore americano Peter Fonda, noto in Italia per il film di culto Easy rider, interpreta un professionista la quale vita è definitivamente sconvolta da una misteriosa trasmissione di origine extraterrestre.

## Trama
1982 - Roberto Lovari, ingegnere del centro spaziale del Fucino di Telespazio, la stazione terrestre per le telecomunicazioni satellitari situata in Abruzzo, capta una misteriosa trasmissione di origine ignota, simile ad un fischio assordante.
Marco, suo amico e collega, riesce a decifrarne una parte rallentando la velocità della registrazione. Egli udirà ancora il segnale nella propria testa e la sua vita sarà sconvolta da dei misteriosi balzi temporali, o meglio un ritrovarsi in degli anni nel futuro senza ricordarne il trascorso, per esempio alla fine del decennio, con la misteriosa amante Maura e sua moglie Lidia, sofferente per le di lui stranezze, quindi nel 1993, dove apprende di aver annunciato l'arrivo dei misteriosi mandatari del segnale, poi mai giunti, pur creando una speculazione edilizia nel luogo del mancato appuntamento. Egli si ritrova infine anziano, nel 2015, in un mondo a lui alieno, con sua moglie morta suicida da tempo e Maura oramai donna di mezza età e che si è fatta una nuova vita. Il protagonista pare aver decrittato il segnale, così si incammina in un posto sperduto delle montagne abruzzesi, presunto luogo del nuovo appuntamento. Giungono il giorno dopo i suoi amici a bordo di pickup e rilevando un'enorme traccia circolare sul terreno. L'uomo è partito. Lo scopo della sua vita si è compiuto.

## Produzione
Le riprese furono eseguite prevalentemente in Abruzzo, in provincia dell'Aquila, presso il Lago di Campotosto, nella Marsica e a Campo Imperatore.